# 俄罗斯法西斯党

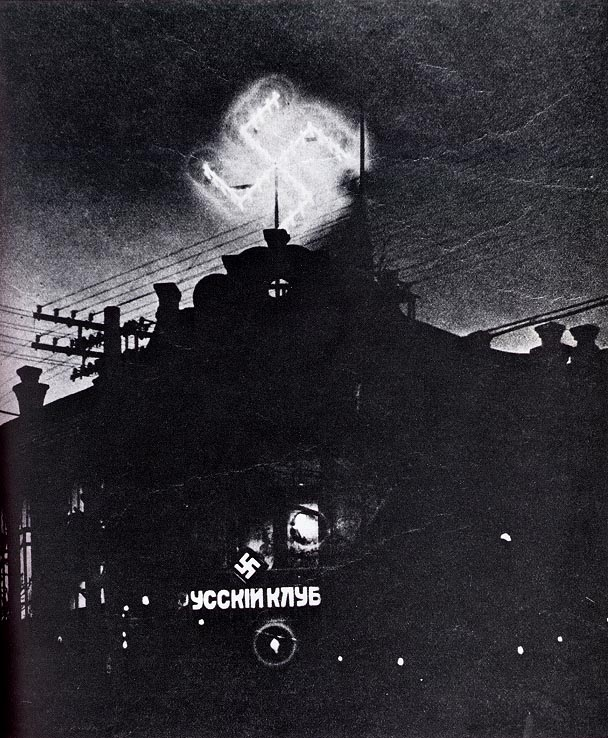
满洲里俄罗斯法西斯党俱乐部的卐字灯饰

俄罗斯法西斯党（俄语：Российская фашистская партия）是1920年代至1940年代中国东北的一个俄罗斯移民右翼运动。实际上，自俄国十月革命以来，尤其是俄国内战白军失败后，移民至满洲的俄国人中一直存在着法西斯主义思想。直到1931年5月26日一个秘密会议的召开后，一些小型团体才被联合起来组建为俄罗斯法西斯党。之后通过与大日本帝國方面的合作，俄罗斯法西斯党一度成为满洲国境内影响力最为强大的移民政党。该组织曾试图与全俄罗斯法西斯组织合并未果。